# 梅拉妮·埃尔南德斯
梅拉妮·埃尔南德斯·托雷斯（西班牙語：Melany Hernández Torres，1998年7月26日—），墨西哥女子跳水运动员，她曾获得2019年世界游泳锦标赛女子双人3米跳板铜牌。她也曾参加2016年夏季奥林匹克运动会。